# Агуа-де-Пау (вулкан)
Агуа-де-Пау — вулкан. Располагается на острове Сан-Мигел в архипелаге Азорские острова, Португалия.
Агуа-де-Пау — стратовулкан, высотой 947 метров. Занимает площадь 150 км². Рядом с вулканом находится кальдера, образовавшаяся 15 000 лет назад, которую заполнило озеро Лагоа-ду-Фогу. Диаметр кальдеры 2,5x3 км. С другой стороны расположена долина шириной 7x4 километра, которая образовалась раньше, в период 30 000-45 000 лет назад. На северном и западном склонах вулкана образовались вулканические купола. Последняя их активность была 5 000 лет назад. Вулкан был активен в эпоху голоцена, характер извержений был плинианского типа.
Единственное зафиксированное извержение произошло в 1563—1564 годах. Материал того извержения состоял преимущественно из трахитов. Потоки лавы тогда достигли северного побережья острова в районе Рибейра-Гранде. В память о том извержении оставили неработающий фонтан того времени, который накрыли потоки лавы. В 1988 году несколько раз ощущались подземные толчки вблизи вулкана, особенно на южном побережье острова Сан-Мигель.
На северо-западе от вулкана находятся горячие источники.